# زليوار (مقاطعة دلفان)
زليوار (بالفارسية: زلیوار) هي قرية تقع في قسم خاوة الشمالي الريفي (مقاطعة دلفان) في إيران. يقدر عدد سكانها بـ 497 نسمة بحسب إحصاء 2016.